# کارلا توماس (بازیکن بسکتبال)
کارلا توماس (انگلیسی: Carla Thomas؛ زادهٔ ۳۱ اکتبر ۱۹۸۵) بازیکن بسکتبال اهل ایالات متحده آمریکا است.